# Podagrica
Podagrica är ett släkte av skalbaggar som beskrevs av Louis Alexandre Auguste Chevrolat 1837. Podagrica ingår i familjen bladbaggar.
Släktet innehåller bara arten Podagrica fuscicornis.

## Bildgalleri

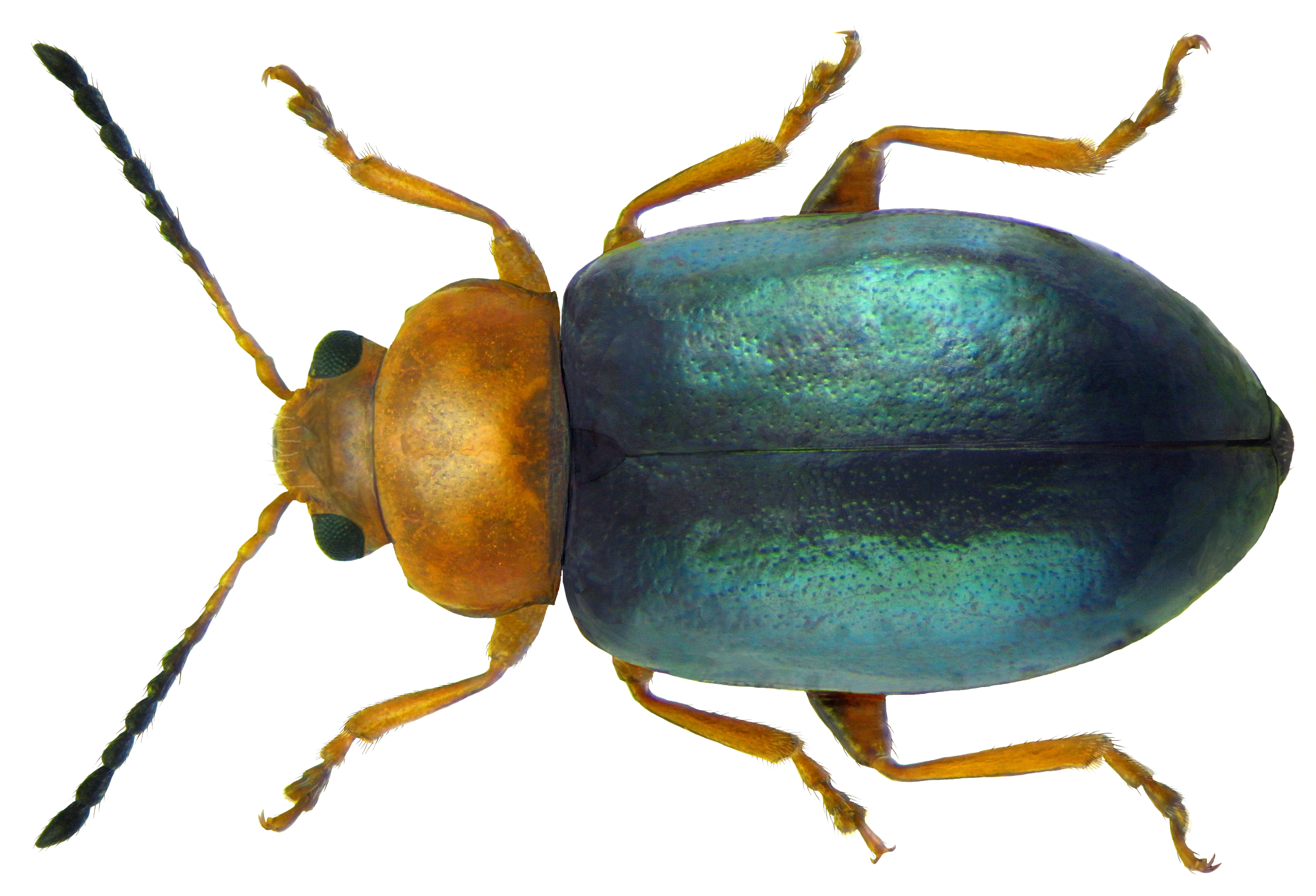
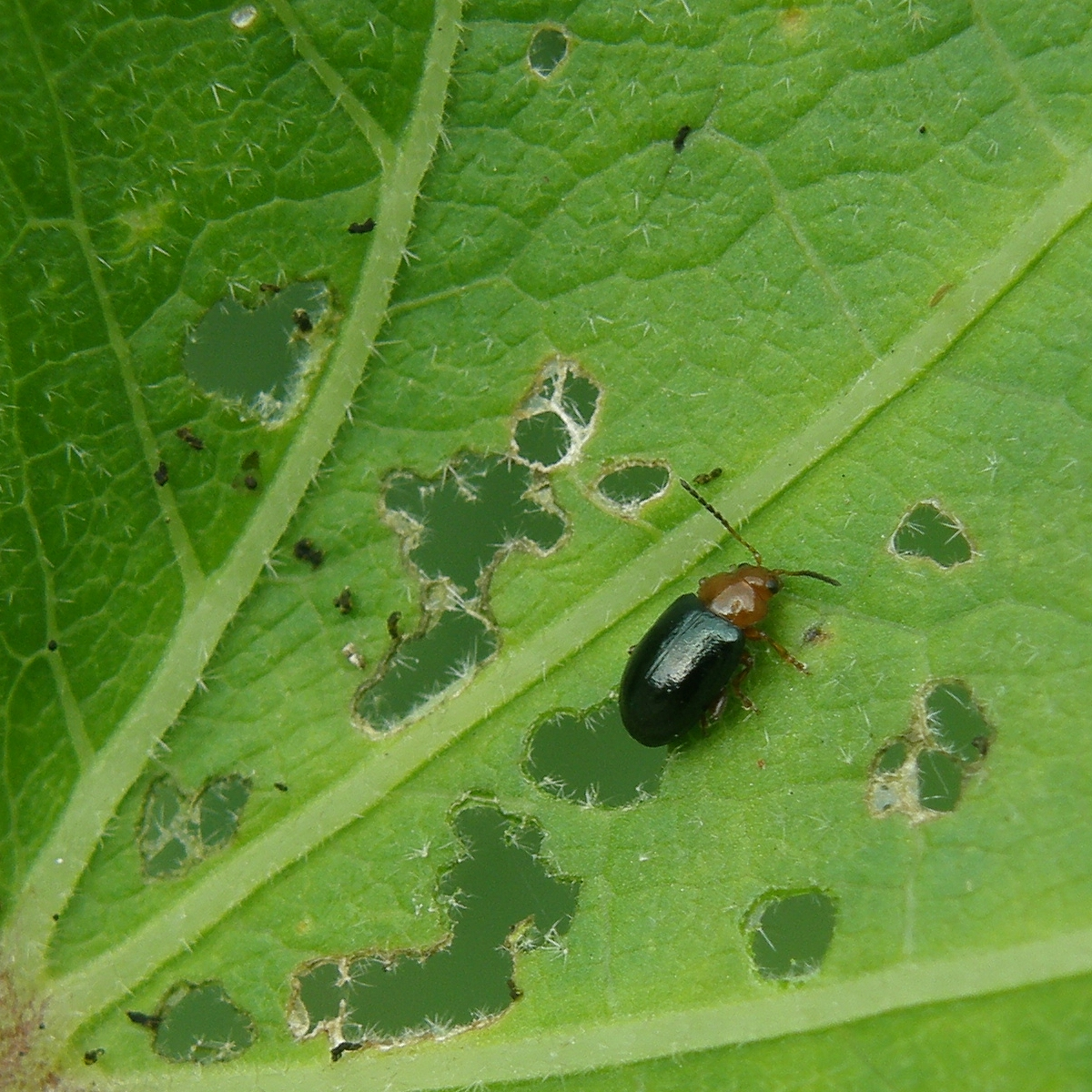
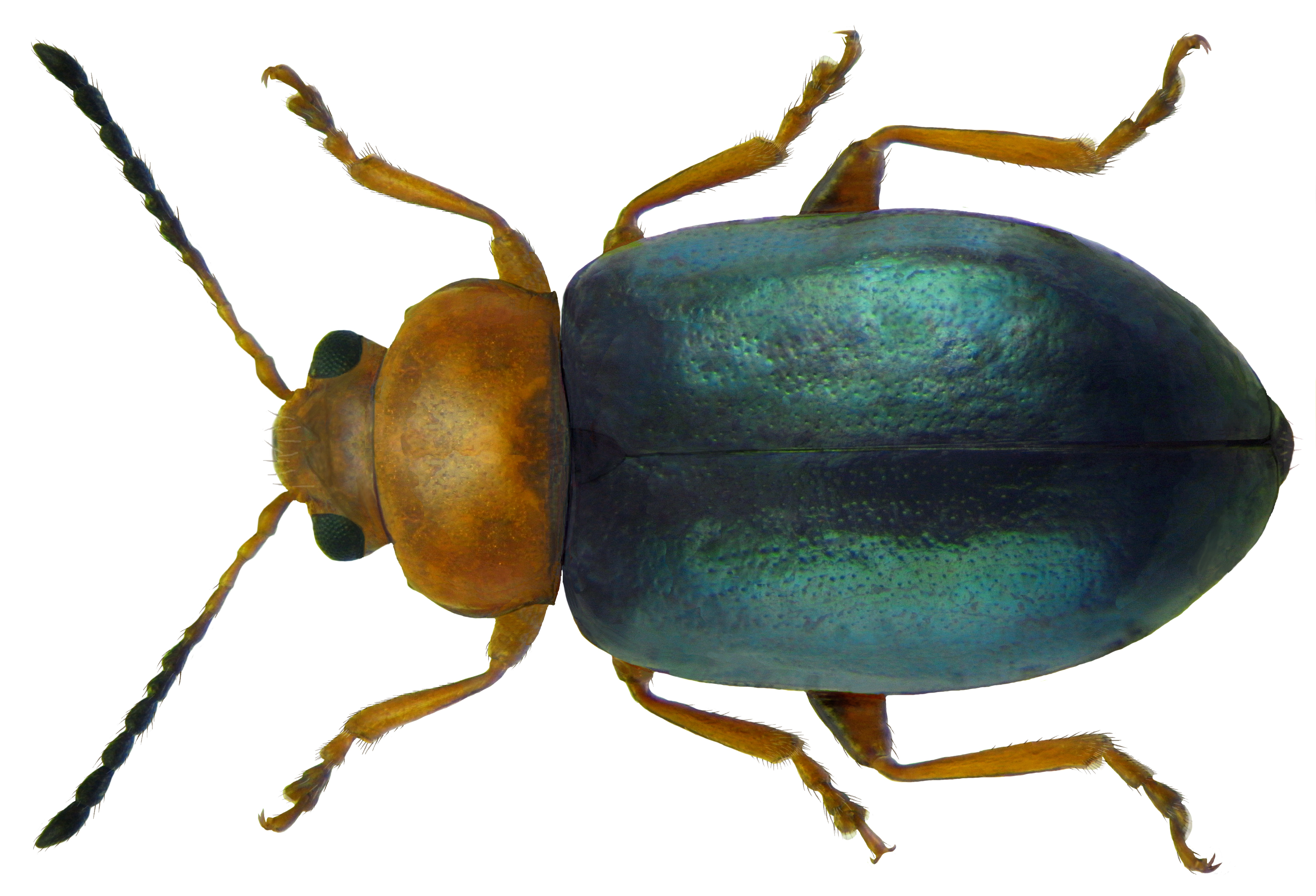
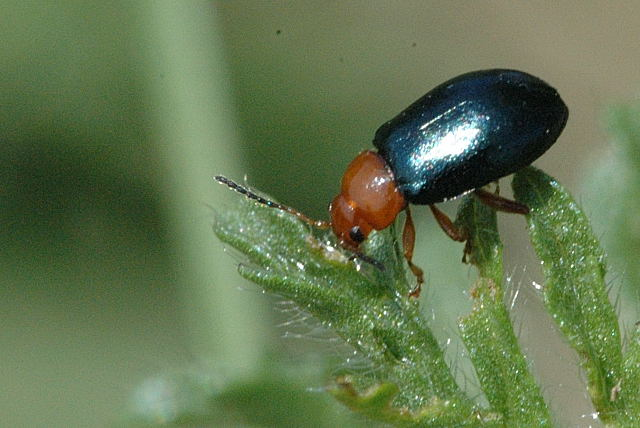
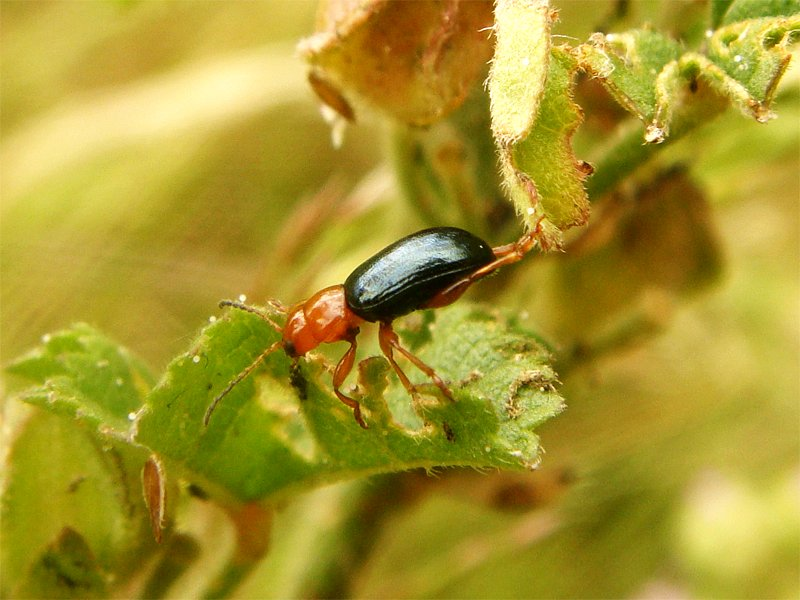
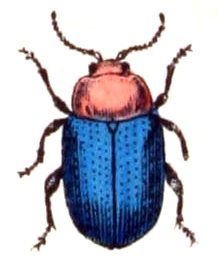